# Новейшая история Италии
Нове́йшая исто́рия Ита́лии включает историю Италии от окончания Первой мировой войны по настоящее время.

## XX век
В начале XX века Италия, формально заключившая союз с Австро-Венгрией и Германией (Тройственный союз 1882), всё больше сближалась с державами Антанты. У неё были территориальные претензии и к Франции, и к Австро-Венгрии, так что новоизбранное итальянское правительство не знало, к какому из военных союзов присоединиться. 
Наблюдался рост национализма и требования расширения итальянских колониальных территорий. В 1911–1912 годах Италия воевала с Османской империей и получила Триполитанию и Киренаику, а также острова Додеканес. 
В 1914 году произошли многочисленные забастовки недовольных рабочих, сопровождавшиеся столкновениями с полицией и войсками.
Какое-то время после начала Первой мировой войны Италия сохраняла нейтралитет, но в 1915 году объявила войну Австро-Венгрии, тем самым вступив в войну на стороне Антанты. Победа в войне принесла Италии территориальные присоединения (Триест, Истрия, Южный Тироль), в результате чего страна получила славянские и германоязычные национальные меньшинства.

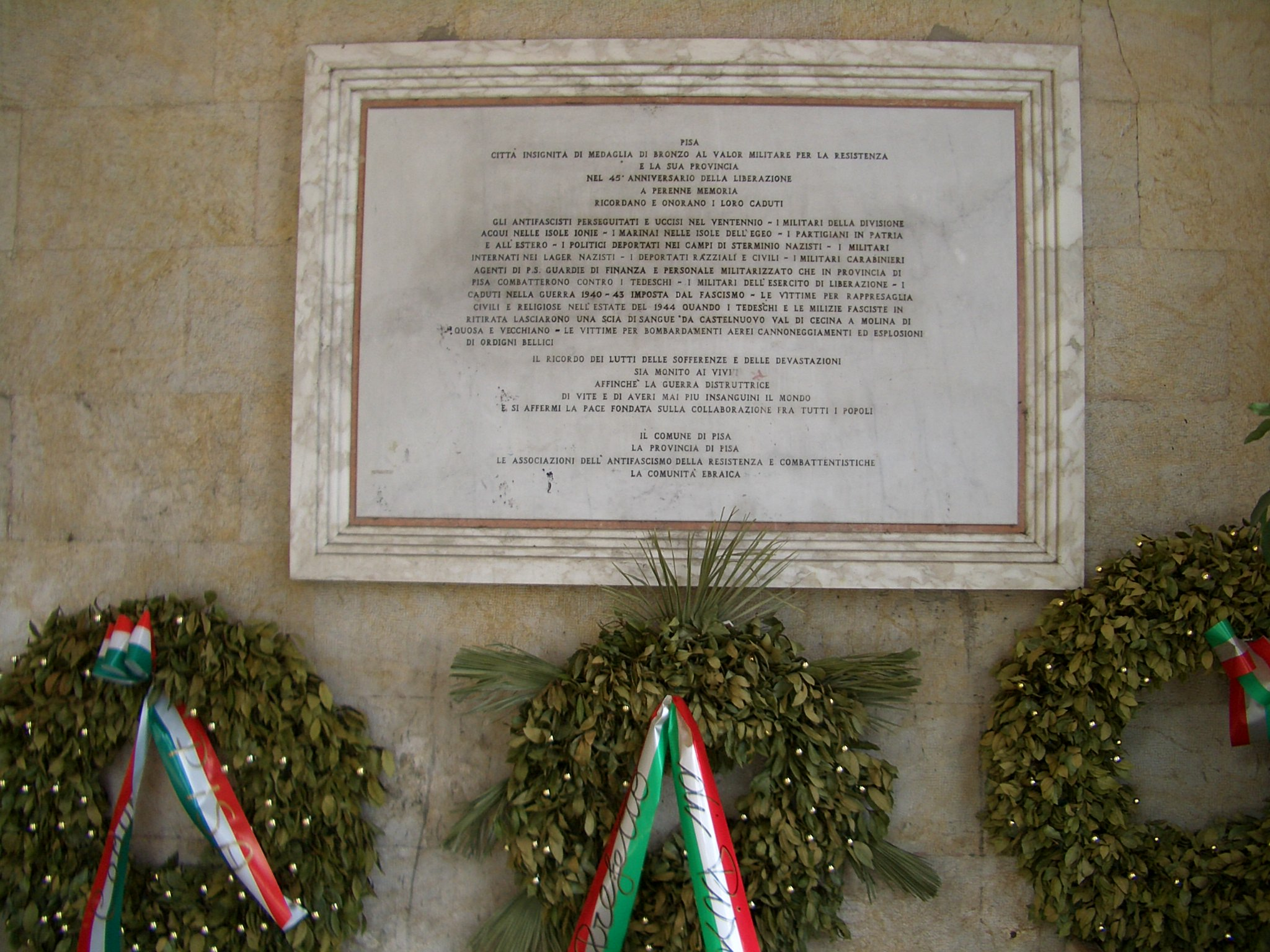
Непростую историю Италии в XX веке иллюстрирует список категорий героев и жертв периода фашизма и Второй мировой войны. (Мемориальная доска в городе Пиза, удостоенном Бронзовой медалью «За воинскую доблесть»)

Тем не менее Италия была не удовлетворена результатами войны. В 1919—1920 гг. по стране прокатилось «красное двухлетие» с захватами фабрик и заводов рабочими и организацией Советов. Но рабочие выступления были подавлены из-за раскола и ухода на правый фланг части деятелей социалистической партии. В стране росло влияние правых. В 1919 возникла Фашистская партия Италии, а в 1922 после похода чернорубашечников на Рим и вручения королю своих требований она пришла к власти, закон Ачербо и последовавшие за ним парламентские выборы 1924 года позволили фашистам сформировать парламентское большинство и установить диктатуру во главе с Бенито Муссолини (премьер-министр 1922—1943). В 1929 согласно Латеранским соглашениям Италия гарантировала суверенитет Ватикана. Италия начала проводить агрессивную политику, захватила Абиссинию (1935—1936), Албанию (1939).
Заключив военный союз с нацистской Германией и Японией, Италия в 1940 вступила во Вторую мировую войну, которая привела к тяжёлому поражению Италии. Лишившись в ходе Североафриканской кампании своих колоний в Африке, Италия была вынуждена капитулировать в 1943. Однако германские войска оккупировали большую часть страны, где было создано марионеточное государство во главе с Муссолини.
В 1945 действиями движения Сопротивления (высшая точка — Апрельское восстание 1945), партизан и англо-американских войск Италия была освобождена и в 1946 после проведения общенационального референдума о форме государственного устройства стала республикой. Пальмиро Тольятти принял решение о т. н. «Салернском повороте», означавшем отказ от вооруженной борьбы партизан. Согласно Парижскому мирному договору (10 февраля 1947), архипелаг Додеканес был передан Греции, Истрия отошла от Италии к Югославии, а Триест с прилегающей территорией стал международным городом (Свободная территория Триест). Впоследствии, в 1954 г., Свободная территория Триест была разделена между Италией и Югославией, в результате чего город достался Италии, а восточная часть территории — Югославии.
В ноябре 1947 принята Конституция Итальянской Республики (вступила в силу 1 января 1948). После 2-й мировой войны на политической арене выдвинулась Христианско-демократическая партия (ХДП), которая в 1945—1981 и в 1987—1992 формировала правительства. В период правительства христианских демократов под руководством А. де Гаспери, бывшего премьер-министром до 1953 года, Италия приняла план Маршалла, вступила в НАТО, вошла в Совет Европы и в Европейское объединение угля и стали.
Послевоенная история Италии характеризуется частой сменой правительств, ростом экономики, интеграцией в европейские организации, усилением роли транснациональных корпораций в хозяйстве. Период с конца 1960-х по начало 1980-х годов характеризовался политической нестабильностью и разгулом терроризма. Резкое усиление коррупции во всех звеньях власти привело к изменению избирательной системы. В начале 90-х годов в Италии была проведена широкомасштабная операция против мафиозных объединений, кодовое название которой — «Чистые руки». 4 августа 1993 одобрен новый закон о парламентских выборах.
В июне 1992 — апреле 1993 Председателем Совета Министров Италии был Джулиано Амато. В период его управления произошёл коррупционный кризис, приведший к значительным изменениям в политической жизни Италии. Амато был вынужден принять закон, передававший расследование дел о коррупции в руки подконтрольной правительству полиции, но недовольство населения привело к тому, что президент Италии Оскар Луиджи Скальфаро отказался его подписать. В то же время правительство Амато провело две девальвации лиры, которые привели к исключению Италии из Европейской валютной системы за резкое сокращение бюджетного дефицита, однако способствовали последующему введению евро.

## XXI век
После отставки Джулиано Амато и победы на парламентских выборах партии «Вперёд, Италия» (Forza, Italia) 10 июня 2001 председателем Совета министров стал Сильвио Берлускони. 17 мая 2006 пост премьер-министра занял Романо Проди. 8 мая 2008 г. Берлускони вновь стал премьер-министром.
После отставки по собственному желанию премьер-министра Италии Берлускони 13 ноября 2011 года кандидатура Марио Монти на пост председателя Совета министров Италии была поддержана Парламентом Италии. После сформирования правительства технократов 16 ноября Монти вступил в должность, её он собирался исполнять до парламентских выборов 2013 года, также Монти 18 ноября, получив вотум доверия Парламента, назначил себя на должность министра экономики и финансов.
В начале декабря 2011 года новому правительству пришлось принять антикризисный пакет, который предусматривает режим «жёсткой экономии», сокращение государственных расходов, увеличение пенсионного возраста до 66 лет. Сам Монти отказался от зарплаты премьер-министра и министра финансов.
С 12 декабря по 19 декабря 2011 года в Италии прошла общенациональная неделя забастовок, против антикризисных мер принятых Монти.